# Koumba Larroque
Koumba Selene Fanta Larroque (Arpajon, 22 agosto 1998) è una lottatrice francese, campionessa europea nei 68 chilogrammi agli europei di Varsavia 2021.

## Palmarès
- Mondiali

Parigi 2017: bronzo nei 69 kg;
Budapest 2018: argento nei 68 kg;
- Europei

Novi Sad 2017: bronzo nei 69 kg;
Kaspijsk 2018: argento nei 68 kg;
Varsavia 2021: oro nei 68 kg;
- Giochi olimpici giovanili

Nanchino 2014: bronzo nei 62 kg;
- Mondiali U23

Bydgoszcz 2017: oro nei 69 kg;
- Europei U23

Istanbul 2017: oro nei 72 kg;